# Josephus Calasanz Fließer
Josephus Calasanz Fließer, auch Josef Fliesser oder Josef Fließer (* 28. Juli 1896 in Perg, Oberösterreich; † 12. Juni 1960 in Linz), war von 1941 bis 1955 römisch-katholischer Bischof der Diözese Linz.

## Leben
1915 begann er mit dem Theologiestudium in Linz und wurde am 28. Juni 1919 zum Priester geweiht. Danach war er Kaplan in Gunskirchen, ab 1921 Waizenkirchen und Peuerbach. Ab 1925 studierte er Kirchenrecht in Rom und wurde am 6. Juli 1927 promoviert. Ab 1928 war er Kaplan in Linz-Stadtpfarre, wurde 1929 Dozent für christliche Kunst an der Diözesanlehranstalt und 1932 Professor für Kirchenrecht in Linz. Ab 1933 war er außerdem noch Ordinariatssekretär.
Am 19. März 1941 wurde er von Pius XII. zum Weihbischof in Linz bestellt und zum Titularbischof von Gargara ernannt. Die Bischofsweihe spendete ihm Johannes Maria Gföllner. Drei Tage vor seinem Tod ernannte ihn Bischof Gföllner am 1. Juni zum Generalvikar. Am 5. Juni wurde er zum Kapitelvikar gewählt und war für die Diözesanleitung verantwortlich. Die politische Situation ließ eine Ernennung zum Bischof nicht zu. Gegenüber den Nationalsozialisten agierte er wesentlich pragmatischer als sein Vorgänger. Durch Errichtung neuer geschützter Seelsorgeposten konnte er einen Teil des Klerus vor der Einberufung zur Wehrmacht bewahren. Er riet vom offenen Widerstand gegen die Nazis ab, um weitere Opfer unter den Priestern und Gläubigen zu vermeiden, und versuchte ohne Erfolg, Franz Jägerstätter von seiner Wehrdienstverweigerung abzuhalten.
Seine Sorge galt vor allem der katholischen Jugend. Er unterstützte die volksliturgische Bewegung. Die Vorstadtpfarre in Wels sowie die Kompositionen von Joseph Kronsteiner und Hermann Kronsteiner wurden zum Vorbild für die liturgische Erneuerung im damaligen Deutschen Reich. 1943 und 1946 weihte er seine Diözese dem Unbefleckten Herzen Mariens.
Nach dem Ende des Zweiten Weltkriegs baute er die Caritas aus, um die Kriegsnot zu lindern. Am 11. Mai 1946 wurde er von Papst Pius XII. zum Linzer Bischof ernannt und am 6. Oktober inthronisiert.
1949 wurde Franz Zauner sein Koadjutor mit dem Recht der Nachfolge. Am 31. Dezember 1955 legte er aus gesundheitlichen Gründen das Bischofsamt zurück. Pius XII. verlieh ihm daraufhin am 1. Jänner 1956 das Amt des Titularbischofs von Binda. Nach seinem Tod 1960 wurde Altbischof Fließer in der Krypta des Neuen Doms in Linz bestattet.

## Auszeichnungen
- 1955: Großes Goldenes Ehrenzeichen mit dem Stern für Verdienste um die Republik Österreich[4]

## Schriften
- Die Linzer Stadtpfarrkirche. Stadtpfarramt Linz, Linz 1936 (landesbibliothek.at).
- Der heilige Kreuzweg. Kath. Schriftenmission, Linz 1946 (Nachdrucke 1958 und 1972).